# Костыльники (Львовская область)
Костыльники (укр. Костильники) — село в Мостисской городской общине Яворовского района Львовской области Украины.
Население по переписи 2001 года составляло 153 человека. Занимает площадь 0,415 км². Почтовый индекс — 81384. Телефонный код — 3234.